# Pedro (consular)
Pedro (em latim: Petrus) foi um oficial romano do século IV que esteve ativo no Oriente durante o reinado do imperador Teodósio I (r. 378–395). É citado num escrito de 14 de maio de 380 como um consular da Fenícia.